# The Ball (computerspel)
The Ball is een first-person shooter en puzzelspel ontwikkeld door het Zweedse computerspelbedrijf Teotl Studios. Het spel werd uitgebracht door Tripwire Interactive op 26 oktober 2010.
Het spel was oorspronkelijk ontwikkeld als een mod voor het spel Unreal Tournament 3. Met behulp van de Unreal Development Kit werd het spel omgezet om zelfstandig uitgegeven te worden.
The Ball was onderdeel van The Potato Sack Bundle, een verzamelpakket van dertien spellen op het softwareplatform Steam. Later werd het spel geporteerd naar de spelcomputer Ouya.

## Gameplay
In het spel beschikt de speler over een apparaat waarmee hij een grote bal kan bedienen. Met behulp hiervan kan de speler puzzels oplossen en vijanden aanvallen.

## Systeemeisen
De volgende systeemeisen zijn minimaal en hebben betrekking tot de Windows-versie.

## Ontvangst
| Recensiescore       | Recensiescore |
| Recensieverzamelaar | Score         |
| ------------------- | ------------- |
| GameRankings        | 73,83%        |
| Metacritic          | 68 uit 100    |
| Publicist           | Score         |
| Gamer.nl            | 5             |
| GameSpot            | 5,5           |
| IGN                 | 7             |
| PC Gamer (VS)       | 81            |

The Ball werd in het algemeen goed ontvangen. Op GameRankings droeg het spel een score van 73,83%. De metascore op Metacritic bedroeg 68 uit de 100 punten.
Recensent Gijs van Veen van Gamer.nl noemde de Azteekse setting origineel en was van mening dat latere puzzels een uitdaging boden. De meeste puzzels waren echter simpel en hadden veel overeenkomsten. Hij gaf het spel een 5.
Maxwell McGee van GameSpot vond het jammer dat de beste momenten bewaard bleven voor het einde. Ook hij merkte vaak dat de puzzels vaak overeenkomsten hadden. Ondanks het Azteekse ontwerp en de uitdagingen aan het einde gaf hij het spel een 5,5.
Charles Onyett van de Amerikaanse website IGN was niet te spreken over het verhaal van het spel. Wel was hij positief over de gameplay, het uiterlijk en de geluiden van het spel. Hij gaf het spel een 7.
Op de website van PC Gamer gaf Evan Lahti zijn mening over het spel. Hij noemde het puzzelspel vermakelijk en verslavend en gaf het een beoordeling van 81 uit 100 punten.